# Ramón de Castro Artacho
Ramón de Castro Artacho (Pamplona, 29 de març de 1853 - València, 1923) fou un polític espanyol, diputat a les Corts Espanyoles duran la restauració borbònica.
Era fill d'un militar emparentat en la noblesa, va estudiar a Granada i es llicencià en física i química a la Universitat de Valladolid. Després treballà a la delegació d'Hisenda de València i treballà com a advocat a Xàtiva, on fou secretari de l'ajuntament i fins i tot alcalde. Milità inicialment en el Partit Demòcrata Possibilista i després ingressà al Partit Liberal Fusionista. El 1888 fou elegit diputat provincial pel districte de Sueca-Gandia.
Després marxà a València, on fou president de l'Ateneu Mercantil de València, director de la naviliera Requena e Hijos, i fundador i president de la Cambra de Comerç de València. Juntament amb Basilio Paraíso i Santiago Alba Bonifaz va participar en la creació de la Unió Nacional, i quan el projecte es va enfonsar tornà a les files liberals. Amic personal de José Canalejas y Méndez, el 1901 fou escollit senador per Segòvia i el 1905 per València. A les eleccions generals espanyoles de 1910 fou elegit diputat per Sagunt, però el 1912 va renunciar per a ser nomenat senador vitalici. El 1914 ingressà al corrent dirigit pel comte de Romanones i el 1922 fou nomenat subsecretari del Ministeri de Treball, càrrec que deixà quan es produí el cop d'estat de Miguel Primo de Rivera. Aleshores va deixar la política.